# Monge-Punkt
Der Monge-Punkt ist ein  Gegenstand der Raumgeometrie. Er ist nach dem französischen Mathematiker Gaspard Monge benannt, welcher diesen ausgezeichneten Punkt des allgemeinen Tetraeders  als erster beschrieben und durch den im Folgenden dargestellten Satz von Monge charakterisiert hat.

## Satz und Definition
Gegeben sei ein Tetraeder {\displaystyle {\mathcal {T}}\subset \mathbb {R} ^{3}} mit Kanten {\displaystyle a,\,b,\,c,\,d,\,e,\,f}. Für jede {\displaystyle {\mathcal {T}}}-Kante {\displaystyle x} sei {\displaystyle M(x)} der jeweilige  Mittelpunkt und  {\displaystyle x^{'}} die {\displaystyle x} gegenüberliegende {\displaystyle {\mathcal {T}}}-Kante. Durch {\displaystyle M(x)} liegt jeweils genau eine Ebene {\displaystyle {\mathcal {E}}(x)\subset \mathbb {R} ^{3}} derart, dass {\displaystyle {\mathcal {E}}(x)} und {\displaystyle x^{'}} exakt senkrecht zueinander sind.
Dafür gilt: 
Der Durchschnitt {\displaystyle \textstyle \bigcap _{x=a,b,c,d,e,f}{{\mathcal {E}}(x)}} besteht aus genau einem Punkt {\displaystyle M({\mathcal {T}})\in {\mathcal {T}}}.
Dieser eindeutig bestimmte Punkt {\displaystyle M({\mathcal {T}})\in {\mathcal {T}}} ist der Monge-Punkt von {\displaystyle {\mathcal {T}}}.
Die oben beschriebenen Ebenen {\displaystyle {\mathcal {E}}(x)\subset \mathbb {R} ^{3}}   {\displaystyle {(x=a,b,c,d,e,f)}} werden auch als Monge-Ebenen (engl. Monge planes) bezeichnet. Mit diesen lässt sich der Satz von Monge in aller Kürze wie folgt wiedergeben:
In einem Tetraeder  {\displaystyle {\mathcal {T}}\subset \mathbb {R} ^{3}}  schneiden sich die Monge-Ebenen in einem Punkt, nämlich im Monge-Punkt {\displaystyle M({\mathcal {T}})\in {\mathcal {T}}}.

## Der Satz von Mannheim
Zur Charakterisierung des Monge-Punkts lässt sich auch der folgende Satz heranziehen, welcher auf den französischen Mathematiker Amédée Mannheim zurückgeht:
Legt man in dem Tetraeder {\displaystyle {\mathcal {T}}} durch jede seiner vier Höhen sowie den Höhenschnittpunkt des der jeweiligen Höhe zugehörigen senkrecht stehenden Seitendreiecks die (eindeutig bestimmte!) Ebene, so haben die auf diese Weise gegebenen vier Ebenen den Monge-Punkt {\displaystyle M({\mathcal {T}})} als Schnittpunkt.

## Lage auf der Eulerschen Geraden
Im allgemeinen Tetraeder {\displaystyle {\mathcal {T}}}  ist die Eulersche Gerade (engl. Euler line) diejenige Gerade  {\displaystyle e({\mathcal {T}})\subset \mathbb {R} ^{3}}, welche den Schwerpunkt {\displaystyle S({\mathcal {T}})} von {\displaystyle {\mathcal {T}}}  und den Mittelpunkt {\displaystyle Z({\mathcal {T}})}  der Umkugel von {\displaystyle {\mathcal {T}}}  verbindet. Der Monge-Punkt {\displaystyle M({\mathcal {T}})}  erweist sich als derjenige ausgezeichnete Punkt des allgemeinen Tetraeders {\displaystyle {\mathcal {T}}}, welcher in Bezug auf {\displaystyle S({\mathcal {T}})} spiegelbildlich zum Punkte {\displaystyle Z({\mathcal {T}})} auf  der Geraden {\displaystyle e({\mathcal {T}})} liegt. Anders gesagt: Der Monge-Punkt {\displaystyle M({\mathcal {T}})}  liegt im allgemeinen Tetraeder {\displaystyle {\mathcal {T}}} auf  der Geraden {\displaystyle e({\mathcal {T}})} jenseits von {\displaystyle S({\mathcal {T}})} derart, dass {\displaystyle S({\mathcal {T}})} der Mittelpunkt der Strecke {\displaystyle {\overline {{M({\mathcal {T}})}{Z({\mathcal {T}})}}}} ist.

### Artikel
- H. F. Thompson: A Geometrical Proof of a Theorem connected with the Tetrahedron. In: Proceedings of the Edinburgh Mathematical Society. (Series I). Band 27, 1908, S. 51–53.

### Monographien
- Nathan Altshiller-Court: Modern Pure Solid Geometry. 2. Auflage. Chelsea Publishing Company, Bronx, NY 1964, OCLC 1597161.
- Howard Eves: An Introduction to the History of Mathematics. 5. Auflage. Saunders College Publishing, Philadelphia [u. a.] 1983, ISBN 0-03-062064-3.
- Heinrich Schröter: Theorie der Oberflächen zweiter Ordnung und der Raumkurven dritter Ordnung als Erzeugnisse projektivischer Gebilde. Teubner, Leipzig 1880.